# 사수 (불교)
사수(捨受, 산스크리트어: upeksā-vedanā)는 괴롭지도 즐겁지도 않은 느낌 · 지각 · 정서로, 전통적인 표현으로는 열(悅)과 불열(不悅) 모두에 통하는 수(受)라 하는데, 대략적으로 말하자면, 마음(6식 또는 8식, 즉 심왕, 즉 심법)이 대상으로부터 괴로움(핍박)도 즐거움도 느끼지 않는 것이다. 불고불락수(不苦不樂受) 또는 평온(平穩, 팔리어: upekkhā, 산스크리트어: upekṣā)이라고도 한다.
엄밀히 말하면, 마음이 괴롭지도 즐겁지도 않은 느낌을 느끼는 것이 아니라 마음이라는 별개의 개체가 괴롭지도 즐겁지도 않은 느낌이라는 별개의 개체와 함께한 것, 즉, 두 개의 별개의 개체가 상응한 것이다. 불교 교의에 따르면, 무언가를 느끼는 것은, 느낌[受] 그 자체가 느낄[受] 뿐 따로 소유자가 있어 느끼는 것이 아니다. 그리고 이 느낌을 마음이 알아차림으로써, 즉, 이 느낌과 마음이 함께함으로써 느낌의 인식작용이 완성된다. 달리 말해, 인간은 색온 · 수온 · 상온 · 행온 · 식온의 5온으로 이루어져 있는데 색온(감각기관, 근)과 수온(느낌, 마음작용, 마음부수)과 식온(마음, 식)이 인식대상(경)과 화합할 때를, 즉, 4가지 조건 또는 인연이 만났을 때를 세간적인 표현 즉 엄밀한 표현이 아닌 일반적인 통용 표현으로 '무엇(인식대상)을 느낀다(색온+수온+식온)'고 말하는 것일 뿐이다.
불교에 따르면, 모든 마음은 반드시 느낌[受]을 동반한다.(참고: 변행심소, 대지법) 즉, 크게 느낌을 세 가지로 구분할 때의 고수(괴로운 느낌) · 낙수(즐거운 느낌) · 불고불락수(괴롭지도 즐겁지도 않은 느낌, 무덤덤한 느낌, 그저 그런 느낌)의 3수(三受) 중 어느 하나와 반드시 상응한다. 또는, 3수를 더 세분한 고수 · 낙수 · 우수 · 희수 · 사수의 5수(五受) 중 어느 하나와 반드시 상응한다.
사수 즉 평온에는 크게 나누어 두 가지 수준이 있는데, 하나는 균형 · 평형 · 평정 · 좌로도 우로도 치우지치 않음 · 편견과 선호에 휩쓸리지 않음 · 좋음과 싫음에 휘둘리지 않음의 느낌의 뛰어난 상태 혹은 선한 상태의 사(捨)의 마음작용을 말한다. 이 마음작용은 수염(修厭) · 4무량심(四無量心) 등의 수행을 통해 개발하여야 하는 마음작용이다. 다른 하나는 괴롭지도 즐겁지도 않은 느낌, 좋지도 싫지도 않은 느낌, 그저 그런 느낌, 무덤덤한 느낌을 말한다. 이 마음작용은 자연히 존재하는 마음작용이다. 즉, 수행 등의 별다른 노력이 없어도, 지은 바 업에 따라 그 과보로서 자연히 느끼게 되는 느낌이다. 상좌부의 아비담마에서 해로운 과보의 마음과 원인 없는 유익한 과보의 마음에 속한 '평온이 함께한 안식' 등에서의 평온은 이 후자의 것을 뜻한다.